# Acareo
Nella mitologia greca,  Acareo  (in greco antico: Ἀχαρεύς) fu avversario di Eracle in una gara di pugilato.

## Il mito
Quando Eracle uccise Augia re di Elide e i suoi figli, mise sul trono della città Fileo e celebrò i giochi olimpici, erigendo un altare a Pelope, figlio di Tantalo e costruendone altri dedicati ai dodici dei dell'Olimpo. Eracle allora istituì delle gare di ginnastica ad Olimpia, scegliendo un luogo molto bello, accanto al fiume Alfeo.
Secondo Igino, il suo sfidante nella gara di pancrazio (una sorta di pugilato) fu un altrimenti ignoto Acareo.

### Fonti antiche
- Igino, Fabulae, 273

### Fonti moderne
- Vollmer's Mythologie aller Völker, Stuttgart 1874